# Piracaia
Piracaia – miasto i gmina w Brazylii, w stanie São Paulo. Znajduje się w mezoregionie Macro Metropolitana Paulista i mikroregionie Bragança Paulista.
Po 1939 w części miejscowości założył osiedle przemysłowo-mieszkalne Jan Baťa. Nazwano je Baťatuba ("ojciec Baťa"). W osiedlu wybudowano zakład produkcji obuwia (Cia Industrial, Mercantil e Agrícola), które następnie było sprzedawane pod marką Alpargatas, garbarnię, budynki administracji, magazyny, sto domów dla pracowników, szkołę, hotel, kino, klub rekreacyjno-sportowy, restaurację, lądowisko dla małych samolotów, wydziały budowlany i usług komunalnych, gospodarstwo hodowlano-warzywnicze.